# Asplenium disjunctum
Asplenium disjunctum är en svartbräkenväxtart som beskrevs av Sledge. Asplenium disjunctum ingår i släktet Asplenium och familjen Aspleniaceae. Inga underarter finns listade.